# Trypauchen vagina
Trypauchen vagina es una especie de peces de la familia de los Gobiidae en el orden de los Perciformes.

## Morfología
Los machos pueden llegar a alcanzar los 22 cm de longitud total.

## Depredadores
En la India es depredado por Johnius dussumieri

## Hábitat
Es un pez de clima tropical y demersal.

## Distribución geográfica
Se encuentra en Bangladés, Camboya, la China (incluyendo Hong Kong), la India, Indonesia, Kuwait, Malasia, Birmania, Omán, las Filipinas, Singapur, Sudáfrica, Taiwán, Tailandia y el Vietnam.

## Observaciones
Es inofensivo para los humanos.